# Esqui aquático nos Jogos Pan-Americanos de 2019 - Geral feminino
A competição do geral feminino foi um dos eventos do esqui aquático nos Jogos Pan-Americanos de 2019, em Lima. Foi disputada na Laguna Bujama nos dias 28 e 30 de julho.

## Calendário
Horário local (UTC-5).
| Data        | Horário | Fase         |
| ----------- | ------- | ------------ |
| 28 de julho | 16:10   | Preliminares |
| 30 de julho | 10:00   | Finais       |

## Medalhistas
| Ouro   | USA Regina Jaquess     |
| Prata  | CAN Whitney McClintock |
| Bronze | CAN Paige Rini         |

## Resultados

### Preliminares
As seis melhores atletas se classificaram para a final.
| Colocação | Atleta             | Nacionalidade            | Slalom        | Geral Slalom | Truque | Geral Truque | Rampa | Geral Rampa | Total Geral |
| --------- | ------------------ | ------------------------ | ------------- | ------------ | ------ | ------------ | ----- | ----------- | ----------- |
| 1         | Regina Jaquess     | USA Estados Unidos       | 1.00/55/10.25 | 1000.00      | 8340   | 902.60       | 173   | 1000.00     | 2902.60     |
| 2         | Whitney McClintock | CAN Canadá               | 0.50/55/10.25 | 990.91       | 8760   | 948.05       | 159   | 882.02      | 2820.98     |
| 3         | Paige Rini         | CAN Canadá               | 0.50/55/10.75 | 881.82       | 8920   | 965.37       | 146   | 772.47      | 2619.66     |
| 4         | Valentina González | CHI Chile                | 4.00/55/12.00 | 727.27       | 6280   | 679.65       | 159   | 887.64      | 2294.57     |
| 5         | María de Osma      | PER Peru                 | 2.00/55/11.25 | 800.00       | 6050   | 654.76       | 144   | 752.81      | 2207.57     |
| 6         | Sandra Chapoy      | MEX México               | 2.00/55/12.00 | 690.91       | 5290   | 572.51       | 145   | 761.24      | 2024.66     |
| 7         | Luisa Jaramillo    | COL Colômbia             | 4.00/55/11.25 | 836.36       | 5540   | 599.57       | 87    | 269.66      | 1705.59     |
| 8         | Violeta Mociulsky  | ARG Argentina            | 2.00/55/12.00 | 690.91       | 3130   | 338.74       | 92    | 308.99      | 1338.64     |
| 9         | Daniela Verswyvel  | COL Colômbia             | 1.00/55/13.00 | 563.64       | 5460   | 590.91       | 75    | 162.92      | 1317.47     |
| 10        | Francesca Pigozzi  | DOM República Dominicana | 5.00/55/18.25 | 90.91        |        | 19.48        | 0     | 0           | 110.39      |

## Finais
| Colocação         | Atleta             | Nacionalidade      | Slalom        | Geral Slalom | Truque | Geral Truque | Rampa | Geral Rampa | Total Geral |
| ----------------- | ------------------ | ------------------ | ------------- | ------------ | ------ | ------------ | ----- | ----------- | ----------- |
| Medalha de ouro   | Regina Jaquess     | USA Estados Unidos | 1.50/55/10.25 | 1000.00      | 7890   | 934.83       | 169   | 1000.00     | 2934.83     |
| Medalha de prata  | Whitney McClintock | CAN Canadá         | 2.50/55/10.75 | 909.91       | 8060   | 954.98       | 165   | 968.02      | 2832.91     |
| Medalha de bronze | Paige Rini         | CAN Canadá         | 1.00/55/10.75 | 882.88       | 4090   | 1000.00      | 134   | 691.87      | 2574.75     |
| 4                 | Valentina González | CHI Chile          | 1.00/55/11.25 | 774.77       | 5930   | 702.61       | 159   | 912.79      | 2390.17     |
| 5                 | Sandra Chapoy      | MEX México         | 2.00/55/12.00 | 684.68       | 4790   | 567.54       | 146   | 802.33      | 2054.55     |
| 6                 | María de Osma      | PER Peru           | 2.50/55/11.25 | 801.80       | 1700   | 201.42       | 145   | 790.70      | 1793.92     |